# 27409 Addiedove
27409 Addiedove è un asteroide della fascia principale. Scoperto nel 2000, presenta un'orbita caratterizzata da un semiasse maggiore pari a 2,4052677 au e da un'eccentricità di 0,1253094, inclinata di 6,61316° rispetto all'eclittica.
L'asteroide è dedicato alla fisica statunitense Adrienne Dove.